# Kim Hyong-jik
Kim Hyŏng-jik (em coreano: 김형직; hanja: 金亨稷; Mangyongdae, 10 de julho de 1894 — Jilin, 5 de junho de 1926) foi um ativista pró-independência coreana e um político trabalhista. Ele é o pai do falecido fundador da Coreia do Norte Kim Il-Sung, avô do líder Kim Jong-Il e bisavô do atual líder norte-coreano Kim Jong-Un.

## Biografia
Pouco se sabe sobre Kim. Nascido em 10 de julho de 1894, Kim era filho de Kim Bo-hyon. Morava na pequena vila de Mangyongdae, situada no topo de um pico chamado Mungyungbong ("Pico que Tudo Vê"), apenas 12 quilômetros rio abaixo de Pyongyang (rio Diadong). Kim e sua esposa frequentavam igrejas cristãs, e Kim até serviu como missionário protestante de meio período. Foi relatado que seu filho, Kim Il-sung, frequentou os cultos da igreja durante a adolescência antes de se tornar ateu mais tarde na vida. Kim Il-sung falou muitas vezes da ideia de seu pai de chiwŏn (aspirações justas). 
A biografia oficial do governo de Kim Jong-il afirma que seu avô era "o líder do movimento de libertação nacional anti-japonesa e foi pioneiro em mudar a direção do movimento nacionalista para o movimento comunista na Coreia". Isso é amplamente contestado entre acadêmicos estrangeiros e fontes independentes, que afirmam que a oposição de Kim foi pouco mais que queixas gerais da vida sob a ocupação japonesa. Kim Il-sung reivindicou que seus antepassados, incluindo seu avô Kim Bo-hyon e bisavô Kim Ung-u (1848-1878), estavam envolvidos no incidente do General Sherman, mas isso também é discutido e acredita-se que seja uma invenção.